# Cruriraja triangularis
Espèce
Cruriraja triangularis est une espèce de raie.